# Piețe emergente
[[Fișier:Developing countries.png|thumb|right|300px | 
     Țări în curs de dezvoltare]]

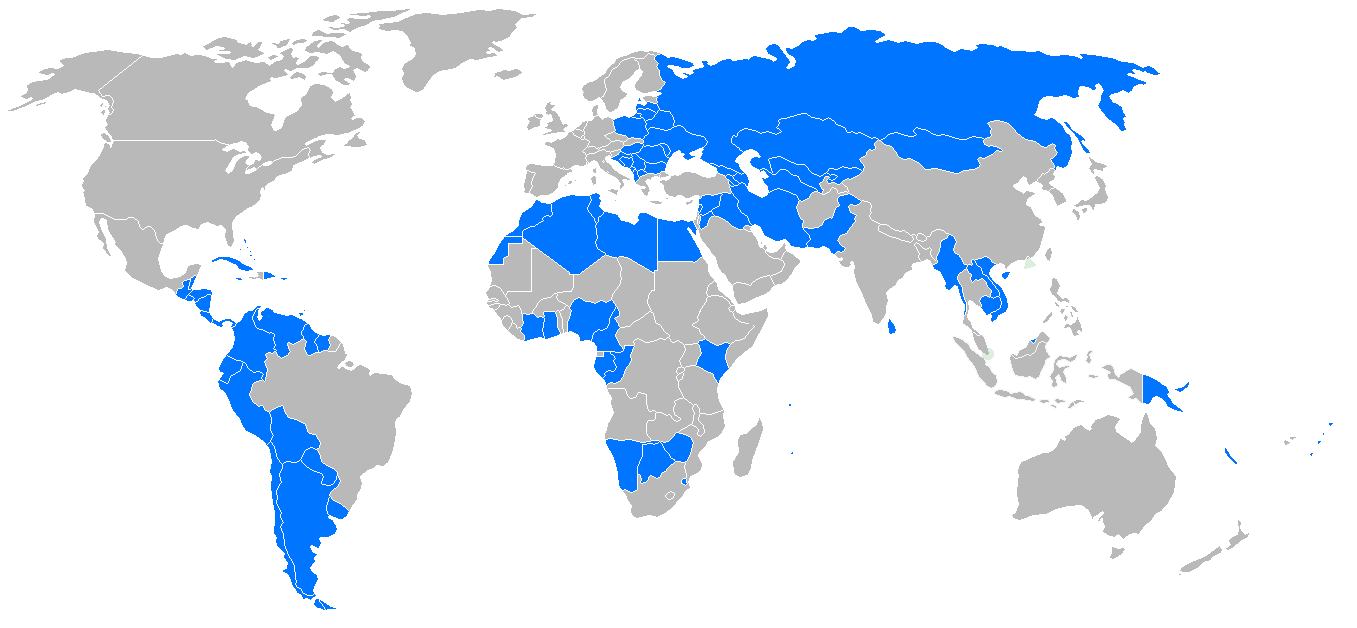
legend|#007DCC|Țări în curs de dezvoltare

Prin piață emergentă sau țară în curs de dezvoltare se înțelege o țară care are o creștere economică sau socială semnificativă..
O piață emergentă este considerată economia unei țări care se află într-un anumit stadiu de dezvoltare, are o piață de capital reglementată și eficientă iar veniturile populației sunt în creștere dar se află în continuare sub media țărilor dezvoltate.
În Europa, în timp ce marile economii, precum Germania, Franța și Italia, înregistrează o creștere lentă, țări precum Polonia, România și Lituania se remarcă prin creșteri impresionante ale PIB-ului. Proiecțiile pentru perioada 2023-2029 sunt, de asemenea, foarte încurajatoare pentru aceste piețe în dezvoltare.